# Fumone
(Detto popolare)
Fumone è un comune italiano di 1 940 abitanti della provincia di Frosinone nel Lazio. Noto per essere stato luogo di prigionia per papa Celestino V dopo la rinuncia di questi al pontificato.

## Geografia fisica

### Territorio
Il centro storico è posto su un colle dalla caratteristica forma di cono, visibile anche da notevole distanza, posto tra i rilievi montuosi dei monti Ernici e dei monti Lepini.
Il paese, posto sui 783 m s.l.m. dell'omonimo monte, che nel suo punto più elevato raggiunge 793 m s.l.m., in posizione isolata tra la valle del Sacco e la conca compresa tra Fiuggi e Alatri.
Il territorio comunale, non molto esteso, che appare dominato dall'alto rilievo su cui sorge il centro abitato, si presenta con tratti montuosi e collinari, digradando ed assumendo un andamento più regolare pianeggiante avvicinandosi alle sponde del lago di Canterno che, in parte, ricadono nel territorio comunale e che comunque si trovano su quote intorno ai 540 m s.l.m. Gli isolotti, che caratterizzano la parte più meridionale del piccolo lago, ricadono nel territorio di Fumone.
I rilievi montuosi più importanti sono rappresentati dal Monte Scremoni, 753 m, dal Moniticchio, 733 m., dal Monte Maino, 806 m., dal Monte del Lago, 807 m., che si elevano a nord-ovest rispetto Fumone, e il Colle le Morette, 635 m, che invece eleva a sud-est rispetto a Fumone.

### Clima
Secondo i dati medi del trentennio 1961-1990, la temperatura media del mese più freddo, gennaio, si attesta a +6,2 °C, mentre quella del mese più caldo, luglio, è di +24,6 °C.
Le precipitazioni medie annue sono abbondanti, attorno ai 950 mm, mediamente distribuite in 97 giorni, con un picco tra l'autunno e l'inverno ed un minimo relativo estivo.
Classificazione climatica: zona E, 2196 GR/G
| Fumone              | Mesi | Mesi | Mesi | Mesi | Mesi | Mesi | Mesi | Mesi | Mesi | Mesi | Mesi | Mesi | Stagioni | Stagioni | Stagioni | Stagioni | Anno |
| Fumone              | Gen  | Feb  | Mar  | Apr  | Mag  | Giu  | Lug  | Ago  | Set  | Ott  | Nov  | Dic  | Inv      | Pri      | Est      | Aut      | Anno |
| ------------------- | ---- | ---- | ---- | ---- | ---- | ---- | ---- | ---- | ---- | ---- | ---- | ---- | -------- | -------- | -------- | -------- | ---- |
| T. max. media (°C)  | 9,4  | 10,7 | 13,0 | 16,5 | 21,1 | 25,9 | 30,0 | 29,7 | 24,1 | 19,2 | 14,1 | 9,4  | 9,8      | 16,9     | 28,5     | 19,1     | 18,6 |
| T. min. media (°C)  | 2,9  | 4,3  | 6,0  | 8,4  | 11,9 | 15,4 | 19,2 | 18,9 | 13,7 | 10,0 | 6,2  | 3,1  | 3,4      | 8,8      | 17,8     | 10,0     | 10,0 |
| Precipitazioni (mm) | 106  | 79   | 88   | 82   | 65   | 47   | 34   | 36   | 66   | 97   | 132  | 110  | 295      | 235      | 117      | 295      | 942  |
| Giorni di pioggia   | 10   | 8    | 10   | 11   | 8    | 7    | 5    | 6    | 6    | 7    | 10   | 9    | 27       | 29       | 18       | 23       | 97   |

## Storia

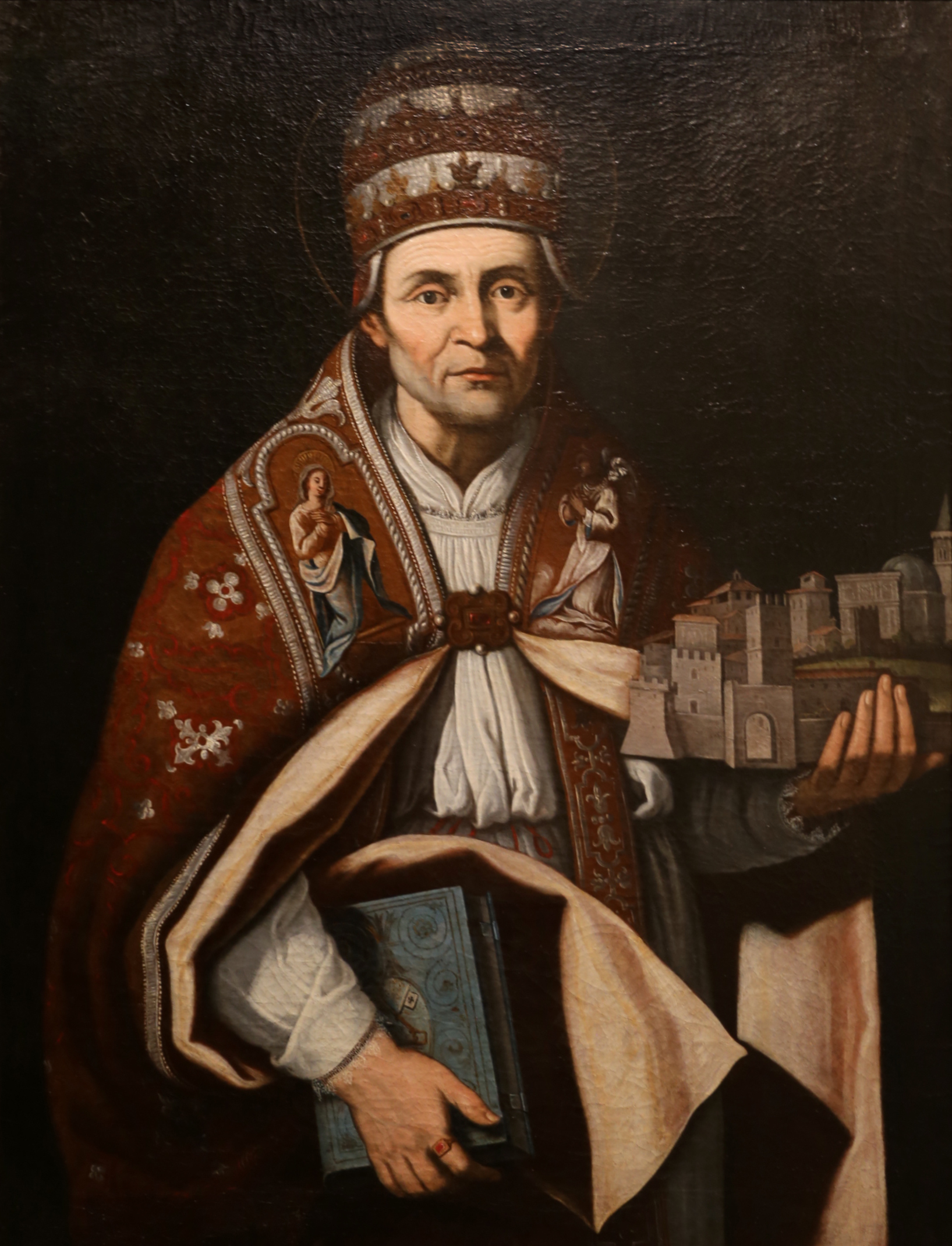
Papa Celestino V

Secondo la leggenda le origini di Fumone risalirebbero ai tempi di Tarquinio il Superbo (V secolo a.C.) che vi si sarebbe rifugiato dopo essere stato cacciato da Roma.
Di certo sappiamo che, in virtù della sua collocazione geografica, e per essere compreso fra i tre centri maggiori del popolo degli Ernici (Alatri, Anagni, Ferentino) assolve fin dall'antichità un'importante funzione di controllo del territorio. In particolare, nel corso del Medioevo, il colle di Fumone diventa fondamentale per la sicurezza di Roma in tempi segnati da incursioni saracene e normanne: in caso di invasioni raccoglie i segnali di fumo che segnalano un pericolo incombente inviati dalle località più direttamente minacciate, e li rinvia all'Urbe. Proprio a questa sua funzione si deve il nome Fumone, e il detto «Quando Fumone fuma, / tutta la Campagna trema».
Nel 1186 il Castello di Fumone deve difendersi dall'assedio di Enrico VI ma riesce a tenergli testa.
Nel 1295 nel Castello viene imprigionato il papa Celestino V, che aveva rinunciato al pontificato, in quanto egli desiderava una vita semplice, e non sfarzosa e ricca come quella del papa. Celestino V muore il 19 maggio 1296, secondo alcuni assassinato per volere di Bonifacio VIII, il suo successore.
Il governo pontificio, ben consapevole dell'importanza del piccolo centro, dopo averlo affidato a vari feudatari, a partire dalla metà del Duecento mantiene il più diretto controllo sul Castello: solo nel XVI secolo Fumone raggiungerà l'autonomia comunale.
Alla fine del Cinquecento il castello passa nelle mani dei marchesi Longhi, che tuttora ne sono proprietari.

## Monumenti e luoghi d'interesse

### Architetture religiose
Chiesa Collegiata di Santa Maria Annunziata
È ubicata nel Centro Storico, la sua esistenza è certa sin dall'anno 1147 ma è stata completamente trasformata con i lavori di ristrutturazione eseguiti alla fine del Settecento. È costituita da una navata centrale terminante con l'abside, una laterale terminante con una cappella coperta con cupola ed un campanile posto lateralmente.
L'impianto geometrico e lo stile architettonico rivelano le trasformazioni subite nel corso degli anni con l'esecuzione di restauri che hanno mutato completamente il tempio originario. L'attuale struttura risulta del tipo basilicale con stile tardo rinascimentale con accenti barocchi nelle edicole commemorative.
È costituita da pilastri in muratura nervati che sorreggono una volte a botte nella navata centrale e volte a crociera nella navata laterale. Tra i pilastri che scandiscono le campate sono state ricavate le edicole commemorative dedicate: nella navata centrale alla visita del papa Paolo VI (1966) ed alle Confraternite: del Rosario (1579), del Sacramento (1702), del Protettore (1723) ed alla Madonna di Loreto (1518) nella navata laterale, in cui è ubicato l'altare dedicato alla Madonna del Perpetuo Soccorso, la cui immagine sacra venne portata a Fumone nell'anno 1886.
All'interno vengono custoditi: un altare marmoreo settecentesco con il coro ed una fonte battesimale del XII secolo ed opere d'arte di pregevole fattura tra cui: la statua d'argento del protettore S.Sebastiano raffigurante l'Ufficiale romano trafitto da dardi, di pregevolissima fattura (opera del Ruscono data 1697) l'affresco presente sulla volta della navata centrale raffigurante S.Pietro, Celestino V assistito da due frati e nell'abside l'imponente quadro raffigurante l'Annunziata, opera del Buttaragi datata 1786. Durante i festeggiamenti del Santo Patrono la statua argentea in cui sono custodite le sagre reliquie del Santo, viene esposta nella macchina processionale in legno dorato risalente al XVII secolo.
Chiesa della Madonna delle Grazie
All'origine era un'edicola con immagini di pregevole fattura posta sul crocevia dell'originale strada che si biforcava da Ferentino e si biforcava in direzione di Fumone e di Alatri. Con la costruzione della Chiesa le pitture dell'edicola hanno trovato riparo dagli agenti atmosferici, tanto che si presentano tuttora ben conservati. La fonte storica che ne documenta l'esistenza è un manoscritto di Veceslao Canonico Cocchi, cappellano della Chiesa.
Chiesa di SS. Michele e Gaugerico
La Chiesa ubicata nel Centro Storico, a ridosso del Castello e del Giardino pensile, risale al secolo XII e fu costruita dal Prof. Giovanni da Fumone, scrittore Apostolico di papa Giovanni XXII ad Avignone, recuperando mura preesistenti, forse di un convento o di una torre.
Sulla sommità della porta d'ingresso vi era impresso lo stemma che aveva nel campo una vite ed un grappolo d'uva, mentre il campanile del tipo a vela, possedeva una campana datata 1333, fusa a spese di Giovanni di Svezia, che risiedeva in Fumone.
La tela ad olio sullo sfondo dell'altare maggiore risale all'inizio del XVIII secolo e rappresenta il vescovo francese S.Gaugerico. Degno di menzione è il monumentale portale gotico della facciata, sulla quale è possibile distinguere i resti di archi a sesto acuto. Con l'andare del tempo la Chiesa subì gravi danni tanto da non essere agibile e rimase chiusa al culto dall'anno 1891 fino al compimento dei lavori nel luglio dell'anno 1909 ad opera del parroco Don Angelo Celani.
Nell'anno 1910 lo stesso parroco vi pose il quadro della vergine SS del Rosario di Pompei, opera del Maestro Vincenzo Cerica e nel 1911 vi istituì la Confranternita del Rosario. I lavori di ristrutturazione eseguiti nell'anno 1934 hanno trasformato totalmente le caratteristiche del monumento, mentre con le verniciature eseguite all'interno negli anni sessanta è stato coperto l'affresco raffigurante S.Miche Arcangelo presente nella volta della navata principale. Con i recenti lavori di restauro e di consolidamento curati dall'arch. Vittorino De Carolis è stata eseguita anche la bonifica del paramento murario con l'asportazione delle superfetazioni che ha permesso di ridare al monumento l'antica atmosfera.
Chiesa di San Pietro Celestino V
La Chiesa ubicata nella frazione Pozzi fu voluta e donata dal papa Paolo VI in seguito alla visita a Fumone del 1º settembre 1966. È stata recentemente restaurata dal parroco Don Valter Martiello, con l'aiuto materiale e finanziario della comunità fumonese. Custodisce opere dell'artista locale De Santis Benedetto.

### Architetture militari
- Castello Longhi la principale fortezza militare dello Stato Pontificio del Basso Lazio, fu usato per oltre 500 anni (XI-XVI secolo) come punto di avvistamento e comunicazione. Questo castello ha origini molto antiche e soprattutto oscure e misteriose. Nel 1121 al suo interno vi fu imprigionato e successivamente morì Maurizio Bordino noto con il nome di Gregorio VIII, il suo corpo venne sepolto nel castello e non fu ritrovato mai più. L'episodio più importante che avvenne nella fortezza del castello di Fumone ci fu nel 1295 quando nello stesso vi fu rinchiuso il Papa Celestino V. Quest'ultimo fu eletto papa all'età di 86 anni, il suo pontificato durò solo pochi mesi a causa del suo animo puro ed innocente che entrò sin da subito in contrasto con le decisioni politiche necessarie da prendere nell'interesse della Chiesa e siccome egli non riuscì a sostenere il peso di tali decisioni, decise di abdicare. Così il suo successore Bonifacio VIII, dopo essersi reso conto dell'illegalità della sua elezione, in quanto il suo predecessore era stato l'unico ad abdicare, decise di recludere Celestino V in una prigione di massima sicurezza: il castello di Fumone, dove morì il 19 maggio del 1296. Nel 1584 il nuovo papa, Sisto V decise che il castello andava conservato come memoria storica, visto che lì vi era morto Celestino V, pertanto decise di affidarne la gestione ad una famiglia romana: i marchesi Longhi. Nei vari secoli il castello diventò la dimora/residenza di campagna dei marchesi. Ad oggi gli stessi hanno deciso di aprire al pubblico il castello permettendo loro di poterlo visitare e conoscere la storia che si è consumata tra le pareti dello stesso nei vari secoli precedenti.

### Aree naturali
- Riserva naturale del Lago di Canterno, un piccolo lago di origine carsica che interessa la parte settentrionale del comune.

## Società

### Evoluzione demografica
Abitanti censiti

### Religione
- Chiesa cattolica: fa parte della diocesi di Anagni-Alatri.

### Tradizioni e folclore
- Trapasso di Celestino V, processione religiosa (19 maggio).
- Infiorata, durante il giorno del Corpus Domini.
- Pellegrinaggio al Santuario della SS. Trinità

## Cultura

### Istruzione

#### Musei
- Museo Ada Giuseppe Marchetti, casa-museo dedicata agli ultimi proprietari del Castello.

### Cucina
- Sagne pelose, fettuccine senza uova.

## Economia
Di seguito la tabella storica elaborata dall'Istat a tema Unità locali, intesa come numero di imprese attive, ed addetti, intesi come numero di addetti delle imprese locali attive (valori medi annui).
|           | 2015                  |                              |                            |                |                       |                     | 2014                  |                | 2013                  |                |
| --------- | --------------------- | ---------------------------- | -------------------------- | -------------- | --------------------- | ------------------- | --------------------- | -------------- | --------------------- | -------------- |
|           | Numero imprese attive | % Provinciale Imprese attive | % Regionale Imprese attive | Numero addetti | % Provinciale Addetti | % Regionale Addetti | Numero imprese attive | Numero addetti | Numero imprese attive | Numero addetti |
| Fumone    | 87                    | 0,26%                        | 0,02%                      | 160            | 0,15%                 | 0,01%               | 88                    | 157            | 88                    | 162            |
| Frosinone | 33.605                |                              | 7,38%                      | 106.578        |                       | 6,92%               | 34.015                | 107.546        | 35.081                | 111.529        |
| Lazio     | 455.591               |                              |                            | 1.539.359      |                       |                     | 457.686               | 1.510.459      | 464.094               | 1.525.471      |

Nel 2015 le 87 imprese operanti nel territorio comunale, che rappresentavano lo 0,26% del totale provinciale (33.605 imprese attive), hanno occupato 160 addetti, lo 0,15% del dato provinciale; in media, ogni impresa nel 2015 ha occupato poco meno di due addetti (1,84).

## Infrastrutture e trasporti

### Strade
Tutto il territorio comunale è ben collegato alla principale rete stradale circonvicina, grazie ad una serie di strade provinciali, come la SP 36 e la SP 201, che assicurano la viabilità in direzione del Lago di Canterno, e la SP 24, che collega Fumone ad Alatri e Ferentino.

## Amministrazione
Nel 1927, a seguito del riordino delle circoscrizioni provinciali stabilito dal regio decreto n. 1 del 2 gennaio 1927, per volontà del governo fascista, quando venne istituita la provincia di Frosinone, Fumone passò dalla provincia di Roma a quella di Frosinone.

### Altre informazioni amministrative
Fa parte della Comunità Montana dei Monti Ernici.